# Otto Zoege von Manteuffel

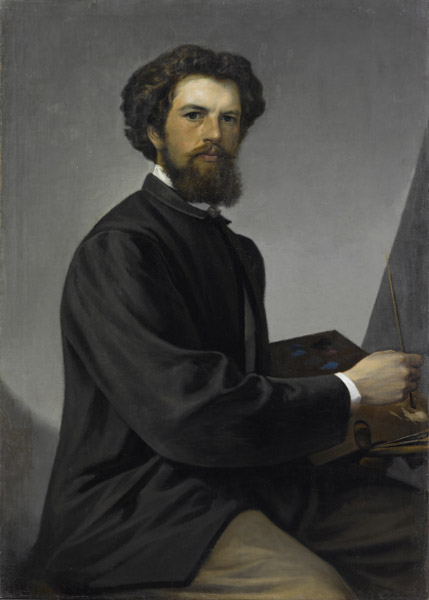
Selbstporträt, Sammlung des Estnischen Kunstmuseums

Otto Zoege von Manteuffel (* 10. April 1822 in Reval, Gouvernement Estland; † 15. Mai 1889 ebenda) war ein deutschbaltischer Porträt-, Genre- und Landschaftsmaler der Düsseldorfer Schule.

## Leben
Otto Zoege von Manteuffel, Spross des baltischen Adelsgeschlechts Zoege von Manteuffel, war ein Sohn des Mannrichters Carl Magnus Zoege von Manteuffel (1789–1844) und dessen Frau Dorothea „Dasha“ von Manteuffel, geborene von Berg, Tochter des Infanteriegenerals und Kriegsgouverneurs Gregor von Berg (1765–1833). Das Paar hatte zehn Kinder, unter ihnen Nikolai Zoege von Manteuffel (1827–1889), der als russischer General im Russisch-Osmanischen Krieg (1877–1878) focht.
Nach der Ritter- und Domschule zu Reval, die Otto Zoege von Manteuffel in den Jahren 1836 bis 1839 besuchte, ging er 1840 zum Hofmaler Wilhelm von Kügelgen nach Ballenstedt, Residenzstadt des Fürstentums Anhalt-Bernburg, in die Ausbildung. Dessen Vater und dessen Onkel, die Zwillingsbrüder Gerhard und Karl von Kügelgen, hatten in den Jahren 1800 und 1807 Tanten von Otto Zoege von Manteuffel geheiratet, Schwestern seines Vaters. 1841 begann Zoege von Manteuffel ein Studium der Malerei zunächst in der Vorbereitungsklasse (1840/41–1841/42) an der Kunstakademie Düsseldorf, parallel (1841/42) in der Bauklasse unter Rudolf Wiegmann und schließlich (1842/43–1843/44) in der 2. Malklasse von Theodor Hildebrandt, wonach er das Studium abschloss. Anschließend lebte Zoege von Manteuffel in Reval und in Sankt Petersburg. Dort half er Carl Timoleon von Neff bei Ausmalungen in der Isaakskathedrale. 1851 ging er nach Moskau, dann in das Gouvernement Charkow. Am 1. Februar 1871 heiratete er in Neu-Harm (Kosch) Emilie Gräfin Reischbach-Rieth, die am 7. März 1878 auf dem seit 1871 gemeinsam bewohnten Gut in Lööra (Kau) die Zwillinge Helene und Otto gebar. Zugunsten der Bewirtschaftung seines Gutes gab er nach der Heirat die künstlerische Betätigung auf.

## Werke (Auswahl)

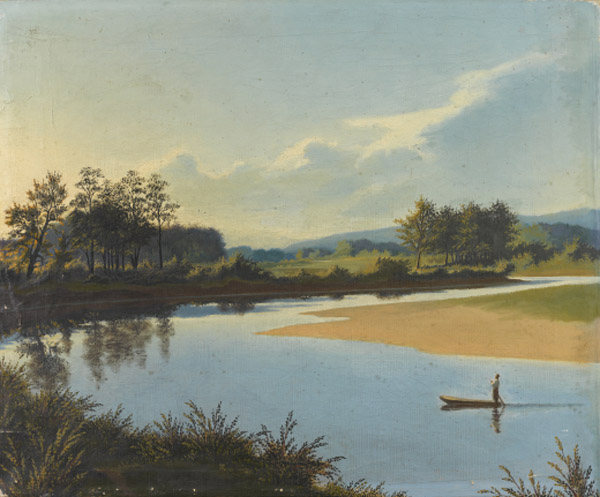
Landschaft aus der Ukraine

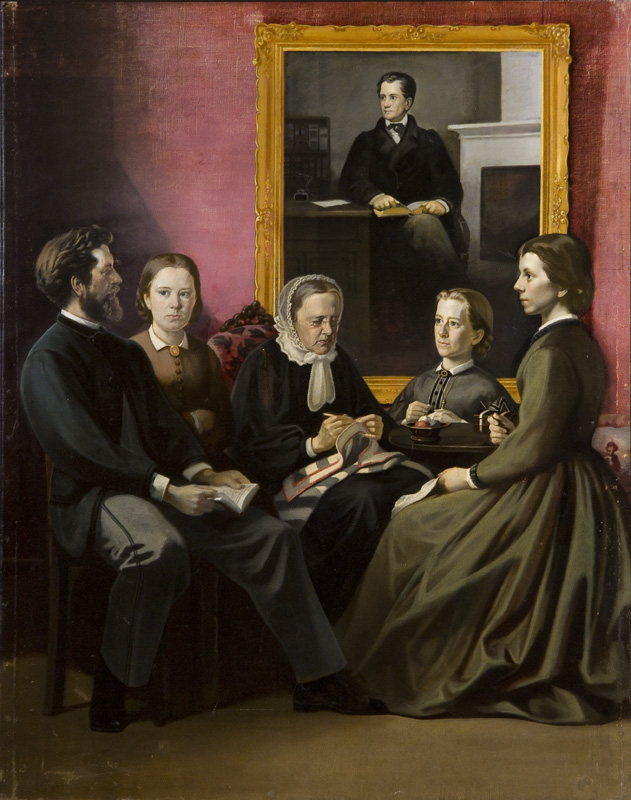
Familienporträt vor dem Bild des Vaters Carl Magnus

Zoege von Manteuffel malte Porträts, Landschaften und kleinrussische Genremotive sowie Altargemälde für Kirchen von Fellin, Jegelecht und Kosch.
- Innenansicht des Tallinner Doms, Aquarell, Kumu, Tallinn
- Ukrainische Landschaft, Öl auf Leinwand, Kumu
- Selbstporträt, Öl auf Leinwand, Kumu
- Genremotiv aus der Ukraine, Öl auf Leinwand, Kumu
- Die Familie Zoege von Manteuffel – der Maler (links), seine Mutter (Mitte) und seine drei ledigen Schwestern – vor einem Bild des Vaters Carl Magnus, Öl auf Leinwand, Kumu; Abb. in: Lexikon der Düsseldorfer Malerschule, Band 3, S. 459